# Scandale aux abysses
Scandale aux abysses est un ouvrage de Louis-Ferdinand Céline rédigé dans les années 1940 et publié en 1950 aux éditions Frédéric Chambriand. C'est un scénario de dessin animé jamais réalisé, illustré par l’artiste Pierre-Marie Renet, pseudonyme de Pierre Monnier, également éditeur de l'ouvrage sous le nom de Frédéric Chambriand.

## Résumé
Le dieu Neptune tombe amoureux de la sirène Pryntyl. Vénus, jalouse, exile cette dernière au Havre, où elle devient entraîneuse dans les bars du port. Neptune finit par la délivrer. Il faut noter la présence de thèmes céliniens comme la mythologie, les sirènes, les villes industrielles et la Bretagne. Le style d'écriture ne comporte ni indication scénique, ni mise en forme classique pour ce genre de texte.